# Lucia Chandamale
Lucia Chandamale (ur. 18 czerwca 1988 w Lilongwe) – malawijska lekkoatletka specjalizująca się w biegu długodystansowym.
Brała udział w biegu na 5000 metrów na Letnich Igrzyskach Olimpijskich 2008, odpadając w eliminacjach.